# حشره‌خوار خاکستری روشن
 حشره‌خوار خاکستری روشن (نام علمی: Crocidura pergrisea) نام یک گونه از سرده حشره‌خوارهای دندان‌سفید است.